# Canavirgella banfieldii
Canavirgella banfieldii är en svampart som beskrevs av W. Merr., N.G. Wenner & Dreisbach 1996. Canavirgella banfieldii ingår i släktet Canavirgella och familjen Rhytismataceae.   Inga underarter finns listade i Catalogue of Life.